# アンナ＝マリア・ヴァーグナー
アンナ＝マリア・ヴァーグナー（Anna-Maria Wagner　1996年5月17日- ）はドイツ・バーデン＝ヴュルテンベルク州ラーヴェンスブルク出身の柔道選手。階級は78kg級。

## 経歴
2014年の世界ジュニア78㎏級で5位となった。2015年の世界ジュニアでは個人戦、団体戦ともに3位になった。2016年のヨーロッパジュニアと2017年のU23ヨーロッパ選手権では優勝した。2018年のヨーロッパ選手権個人戦では3位だったが、団体戦では優勝した。2019年にはグランプリ・マラケシュとグランプリ・アンタルヤで優勝すると、ワールドマスターズでも3位に入った。2021年にはグランドスラム・テルアビブと グランドスラム・カザンで優勝した。世界選手権では準決勝で元世界チャンピオンの梅木真美を技ありで破ると、決勝では世界チャンピオンであるフランスのマドレーヌ・マロンガを内股の技ありで破って優勝した。7月に日本武道館で開催された東京オリンピックでは準決勝で濵田尚里に腕挫十字固で敗れるも、3位決定戦でキューバのカリエマ・アントマルチを技ありで破って3位になった。混合団体でも3位になった。2022年にはグランドスラム・アンタルヤとグランドスラム・トビリシで優勝した。2023年にはグランドスラム・トビリシで2連覇を果たした。　2024年にはグランドスラム・パリとグランドスラム・ドゥシャンベで優勝した。世界選手権では3回戦で濵田に反則勝ちするなどして決勝まで進むと、イタリアのアリーチェ・ベッランディを送襟絞で破り、オール一本勝ちで3年ぶり2度目の世界選手権優勝を果たした。パリオリンピックでは優勝候補として挑むも、準決勝でイスラエルのインバル・ラニルに裏投で敗れるなどして5位だった。
IJF世界ランキングは6352ポイント獲得で3位(24/7/22現在)。

## 主な戦績
- 2014年 - 世界ジュニア　5位
- 2015年 - ヨーロッパジュニア　団体戦　3位
- 2015年 - 世界ジュニア　個人戦　3位　団体戦　3位
- 2016年 - ベルギー国際　ジュニアの部　優勝　シニアの部　優勝
- 2016年 - ヨーロッパジュニア　個人戦　優勝　団体戦　優勝
- 2017年 - ヨーロッパ選手権　団体戦　3位
- 2017年 - グランドスラム・エカテリンブルグ　3位
- 2017年 - U23ヨーロッパ選手権　優勝
- 2018年 - グランドスラム・エカテリンブルグ　3位
- 2018年 - ヨーロッパ選手権　個人戦　3位　団体戦　優勝
- 2018年 - グランプリ・ザグレブ　3位
- 2019年 - グランドスラム・デュッセルドルフ　2位
- 2019年 - グランプリ・マラケシュ　優勝
- 2019年 - グランプリ・アンタルヤ　優勝
- 2019年 - グランドスラム・バクー　2位
- 2019年 - グランプリ・フフホト　2位
- 2019年 - グランドスラム・ブラジリア　3位
- 2019年 - ワールドマスターズ　3位
- 2020年 - グランドスラム・デュッセルドルフ　3位
- 2021年 - グランドスラム・テルアビブ　優勝
- 2021年 - グランドスラム・カザン　優勝
- 2021年 - 世界選手権　優勝
- 2021年 - 東京オリンピック　3位
- 2021年 - 東京オリンピック混合団体　3位
- 2022年 - グランドスラム・アンタルヤ　優勝
- 2022年 - グランドスラム・トビリシ 優勝
- 2022年 - 世界団体　3位
- 2022年 - グランドスラム・東京　5位
- 2023年 - グランドスラム・トビリシ　優勝
- 2023年 - グランプリ・リンツ　優勝
- 2023年 - グランプリ・ドゥシャンベ　2位
- 2023年 - グランプリ・ザグレブ　3位
- 2023年 - グランドスラム・バクー　優勝
- 2023年 - グランドスラム・アブダビ 3位
- 2024年 - グランドスラム・パリ　優勝
- 2024年 - グランドスラム・タシケント　3位
- 2024年 - グランドスラム・アンタルヤ　3位
- 2024年 - ヨーロッパ選手権　2位
- 2024年 - グランドスラム・ドゥシャンベ　優勝
- 2024年 - 世界選手権　優勝
- 2024年 - パリオリンピック　5位

(出典、JudoInside.com)